# Шача (приток Костромы)
Шача — река в Костромской области России, левый приток Костромы.
Длина — 113 км, площадь водосборного бассейна — 865 км². Исток — в районе деревни Монаково Галичского района, устье — в 74 км от впадения реки Костромы в Горьковское водохранилище на Волге.

## Данные водного реестра
По данным государственного водного реестра России относится к Верхневолжскому бассейновому округу. Речной бассейн реки — (Верхняя) Волга до Куйбышевского водохранилища (без бассейна Оки), речной подбассейн реки — Волга ниже Рыбинского водохранилища до впадения Оки, водохозяйственный участок реки — Кострома от истока до водомерного поста у деревни Исады.
По данным геоинформационной системы водохозяйственного районирования территории РФ, подготовленной Федеральным агентством водных ресурсов:
- Код водного объекта в государственном водном реестре — 08010300112110000012670
- Код по гидрологической изученности (ГИ) — 110001267
- Код бассейна — 08.01.03.001
- Номер тома по ГИ — 10
- Выпуск по ГИ — 0

## Притоки
(расстояние от устья)
- 62 км: река Вологница (лв)
- 78 км: река Водыш (пр)
- 79 км: река Пичеж (лв)
- 91 км: река Семёновская (пр)
- 101 км: река Ломинка (лв)